# Rubus trinitatis
Rubus trinitatis là loài thực vật có hoa trong họ Hoa hồng. Loài này được (A. Berger) L.H. Bailey miêu tả khoa học đầu tiên năm 1945.